# Língua caquetio
O caquetio (caquetío, kaquetio) é uma língua extinta da família linguística arawak falada na Venezuela (na região de Coro e no Golfo da Venezuela) e nas Ilhas ABC (Aruba e Curaçao). A língua caquetio talvez era falada além de Barquisimeto e de Valencia, até os Lhanos da Venezuela (Oliver 1989: 158-170, 183-310, 593-594).

## Vocabulário
Algumas palavras caquetio coletadas por Gatschet (1885: 300-302) e Lehmann (1920: 42) (em Ramirez 2019: 648; 2020: 133):
| Português       | Kaquetio          | Comparações                                                                                             |
| --------------- | ----------------- | --- |
| dente           | d(-)are           | loko, iñeri, guajiro -ari                                                                               |
| 1sg (eu)        | d(a)-             | loko, taino                                                                                             |
| pessoa          | kaketi-o          | loko kakɨ-thi                                                                                           |
| lugar           | -bana             | loko, iñeri                                                                                             |
| anta            | kama / sama       | loko kama, guajiro ama                                                                                  |
| saúva           | koke              | wapixana, yavitero, maipure kʊki/kʊke                                                                   |
| cacto mandacaru | kaduʃi            | guajiro kajusi                                                                                          |
| colher          | karebe            | guajiro aleʔpɨ                                                                                          |
| pajé            | boratio           | iñeri bʊjai, bahuana wɨratuɨɻɨ                                                                          |
| cupim           | kumexen           | arawak ou empréstimo?                                                                                   |
| cajá            | hobo              | loko, taino, etc., ou empréstimo?                                                                       |
| cuia            | waidãnga          | guajiro iida, loko iwida, iñeri wira                                                                    |
| senhor, cacique | [da-]tihao / diao | taino -tiao “amigo”, iñeri -tí(ɲ)aʊ͂ “amigo”, loko/iñeri -dia / -riã “falar”, tupi-guarani tɨʃaw “chefe” |